# (500422) 2012 TO136
(500422) 2012 TO136 es un asteroide que forma parte del cinturón interior de asteroides, descubierto el 10 de septiembre de 2007 por el equipo del Mount Lemmon Survey desde el Observatorio del Monte Lemmon, Arizona, Estados Unidos.

## Designación y nombre
Designado provisionalmente como 2012 TO136.

## Características orbitales
2012 TO136 está situado a una distancia media del Sol de 1,874 ua, pudiendo alejarse hasta 2,012 ua y acercarse hasta 1,736 ua. Su excentricidad es 0,073 y la inclinación orbital 20,69 grados. Emplea 937,138 días en completar una órbita alrededor del Sol.

## Características físicas
La magnitud absoluta de 2012 TO136 es 18,3.